# Baskisch voetbalelftal (mannen)
Het Baskisch voetbalelftal is een team van voetballers dat Baskenland vertegenwoordigt bij internationale wedstrijden. Het voetbalelftal wordt niet officieel erkend door de FIFA en is dus uitgesloten van deelname voor het WK en het EK. Wel mag Baskenland onder auspiciën van de UEFA met een amateurselectie uitkomen op de UEFA Regions' Cup.

## Geschiedenis
De eerste interland van Baskenland vindt plaats op 3 januari 1915 tegen het Catalaans voetbalelftal, welke met 6-1 gewonnen werd. In 1915, 1916, 1930 en 1931 speelden beiden teams opnieuw een serie wedstrijden tegen elkaar. In 1937 speelde Baskenland voor het eerst buiten Spaans grondgebied. De toenmalige president van Baskenland, José Antonio Aguirre, bedacht het idee om met een geheel uit Basken bestaand team rond te reizen in Europa en Mexico om geld bij elkaar te verzamelen in de strijd tegen de onderdrukking van de Basken onder het bewind van Franco. Tijdens het dictatorschap van Franco, werd tussen 1939 en 1975 het Baskisch voetbalelftal gedwongen opgeheven.

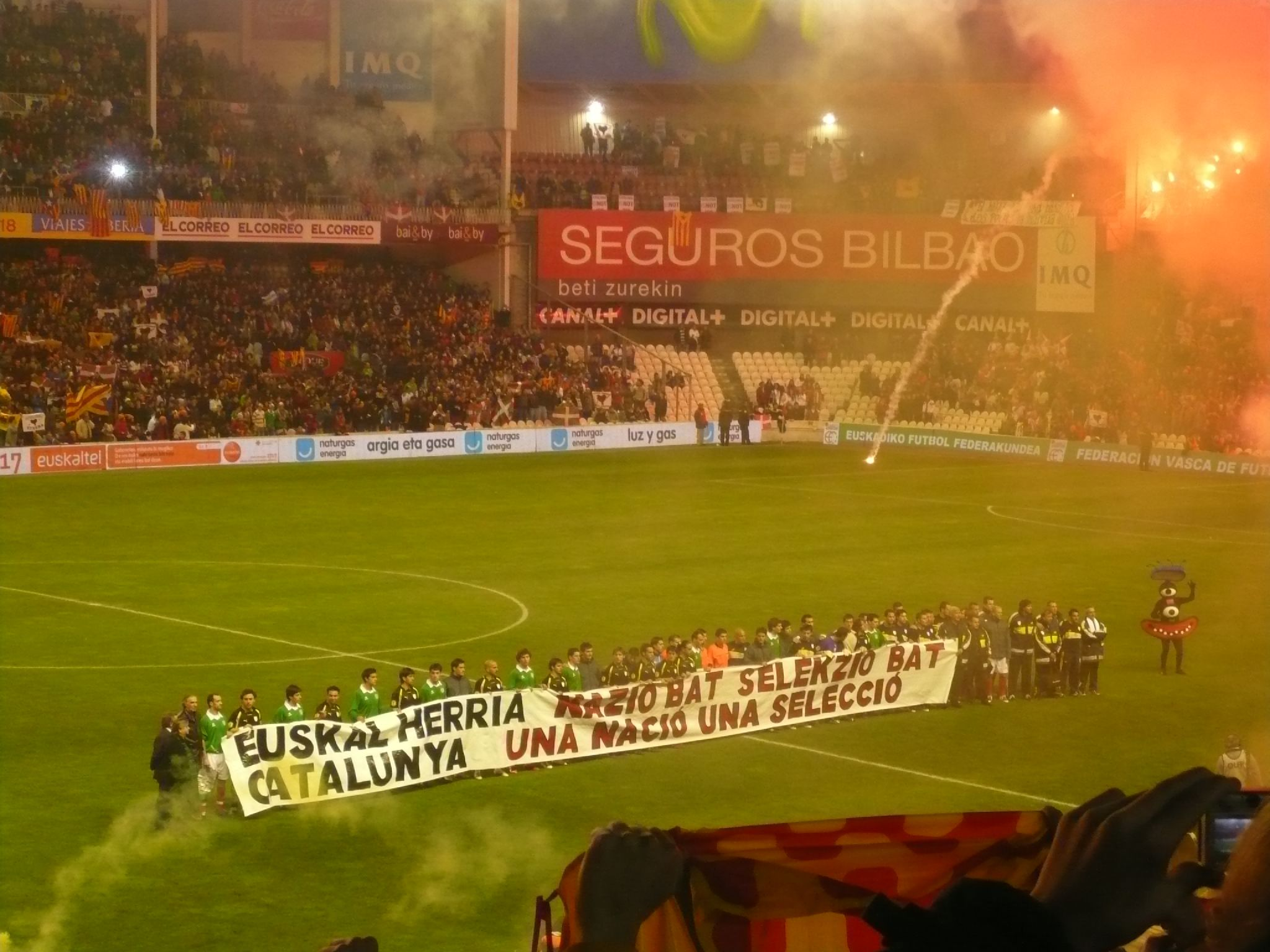
Het Baskisch elftal, voorafgaand aan het vriendschappelijke duel tegen Catalonië (2007).

Na een lange afwezigheid speelde Baskenland in augustus 1979 een vriendschappelijke wedstrijd tegen het Iers voetbalelftal (4-1 winst). Sindsdien speelt de Euskal Herria met regelmaat wedstrijden tegen diverse gerenommeerde tegenstanders uit Afrika, Zuid-Amerika of Europa, zoals de elftallen van onder meer Brazilië, Argentinië, Kameroen en Catalonië.
Baskenland, dat deels is gelegen in Spanje en Frankrijk, heeft enkele uitmuntende voetballers voortgebracht. Desondanks wordt het voetbalelftal niet erkend door de FIFA en de UEFA, mede omdat het geen onafhankelijke staat is. Daarom mag Baskenland niet deelnemen aan het WK en het EK. De Baskische profvoetballers mogen daarom ook uitkomen voor het Frans en Spaans voetbalelftal.
Onder toezicht van de UEFA mag Baskenland wel met een amateurselectie uitkomen op de UEFA Regions' Cup. In 2005 nam deze selectie voor het eerst deel aan dit toernooi. Met een 1-0-overwinning in de finale tegen Zuidwest Sofia, wisten de Basken tijdens hun eerste deelname zich te kronen tot kampioen.
Op dit moment (2024) staat het Baskisch voetbalelftal volgens de Niet-FIFA coëfficiënt op de 2e plaats. Daarmee behoort Baskenland volgens de ranglijst tot de sterkste teams van de wereld dat geen lid is van de FIFA.

## Recente uitslagen
| Jaar             | Tegenstander      | Uitslag | Stadion                                |
| ---------------- | ----------------- | ------- | -------------------------------------- |
| 16 augustus 1979 | Ierland           | 4 - 1   | San Mamés, Bilbao                      |
| 23 december 1979 | Bulgarije         | 4 - 0   | Atoxta, San Sebastian                  |
| 3 augustus 1980  | Hongarije         | 1 - 5   | Estadio Mendizorrotza, Vitoria-Gasteiz |
| 10 mei 1988      | Tottenham Hotspur | 4 - 0   | San Mamés, Bilbao                      |
| 21 maart 1990    | Roemenië          | 2 - 2   | San Mamés, Bilbao                      |
| 22 december 1993 | Bolivia           | 3 - 1   | Anoeta, San Sebastian                  |
| 23 december 1994 | Rusland           | 1 - 0   | San Mamés, Bilbao                      |
| 22 december 1995 | Paraguay          | 1 - 1   | San Mamés, Bilbao                      |
| 26 december 1996 | Estland           | 3 - 0   | San Mamés, Bilbao                      |
| 26 december 1997 | Joegoslavië       | 3 - 1   | San Mamés, Bilbao                      |
| 22 december 1998 | Uruguay           | 5 - 2   | Anoeta, San Sebastian                  |
| 29 december 1999 | Nigeria           | 5 - 1   | San Mamés, Bilbao                      |
| 29 december 2000 | Marokko           | 3 - 2   | San Mamés, Bilbao                      |
| 29 december 2001 | Ghana             | 3 - 2   | San Mamés, Bilbao                      |
| 28 december 2002 | Macedonië         | 1 - 1   | San Mamés, Bilbao                      |
| 27 december 2003 | Uruguay           | 2 - 1   | San Mamés, Bilbao                      |
| 29 december 2004 | Honduras          | 2 - 0   | Anoeta, San Sebastian                  |
| 28 december 2005 | Kameroen          | 0 - 1   | San Mamés, Bilbao                      |
| 21 mei 2006      | Wales             | 0 - 1   | San Mamés, Bilbao                      |
| 8 oktober 2006   | Catalonië         | 2 - 2   | Camp Nou, Barcelona                    |
| 27 december 2006 | Servië            | 4 - 0   | San Mamés, Bilbao                      |
| 20 juni 2007     | Venezuela         | 3 - 4   | Estadio Pueblo Nuevo, San Cristóbal    |
| 29 december 2007 | Catalonië         | 1 - 1   | San Mamés, Bilbao                      |
| 29 december 2010 | Venezuela         | 3 - 1   | San Mamés, Bilbao                      |
| 25 mei 2011      | Estland           | 1 - 2   | A. Le Coq Arena, Tallinn               |
| 28 december 2011 | Tunesië           | 0 - 2   | San Mamés, Bilbao                      |
| 29 december 2012 | Bolivia           | 6 - 1   | Anoeta, San Sebastian                  |
| 28 december 2013 | Peru              | 6 - 0   | San Mamés, Bilbao                      |
| 28 december 2014 | Catalonië         | 1 - 1   | San Mamés, Bilbao                      |
| 26 december 2015 | Catalonië         | 0 - 1   | Camp Nou, Barcelona                    |
| 27 mei 2016      | Corsica           | 1 - 1   | Stade Ange Casanova, Ajaccio           |
| 30 december 2016 | Tunesië           | 3 - 1   | San Mamés, Bilbao                      |
| 12 oktober 2018  | Venezuela         | 4 - 2   | Estadio Mendizorrotza, Vitoria-Gasteiz |
| 30 mei 2019      | Panama            | 0 - 0   | Estadio Rommel Fernández, Panama-Stad  |
| 16 november 2020 | Costa Rica        | 2 - 1   | Estadio Municipal de Ipurua, Eibar     |
| 23 maart 2024    | Uruguay           | 1 - 1   | San Mamés, Bilbao                      |

## Bondscoaches

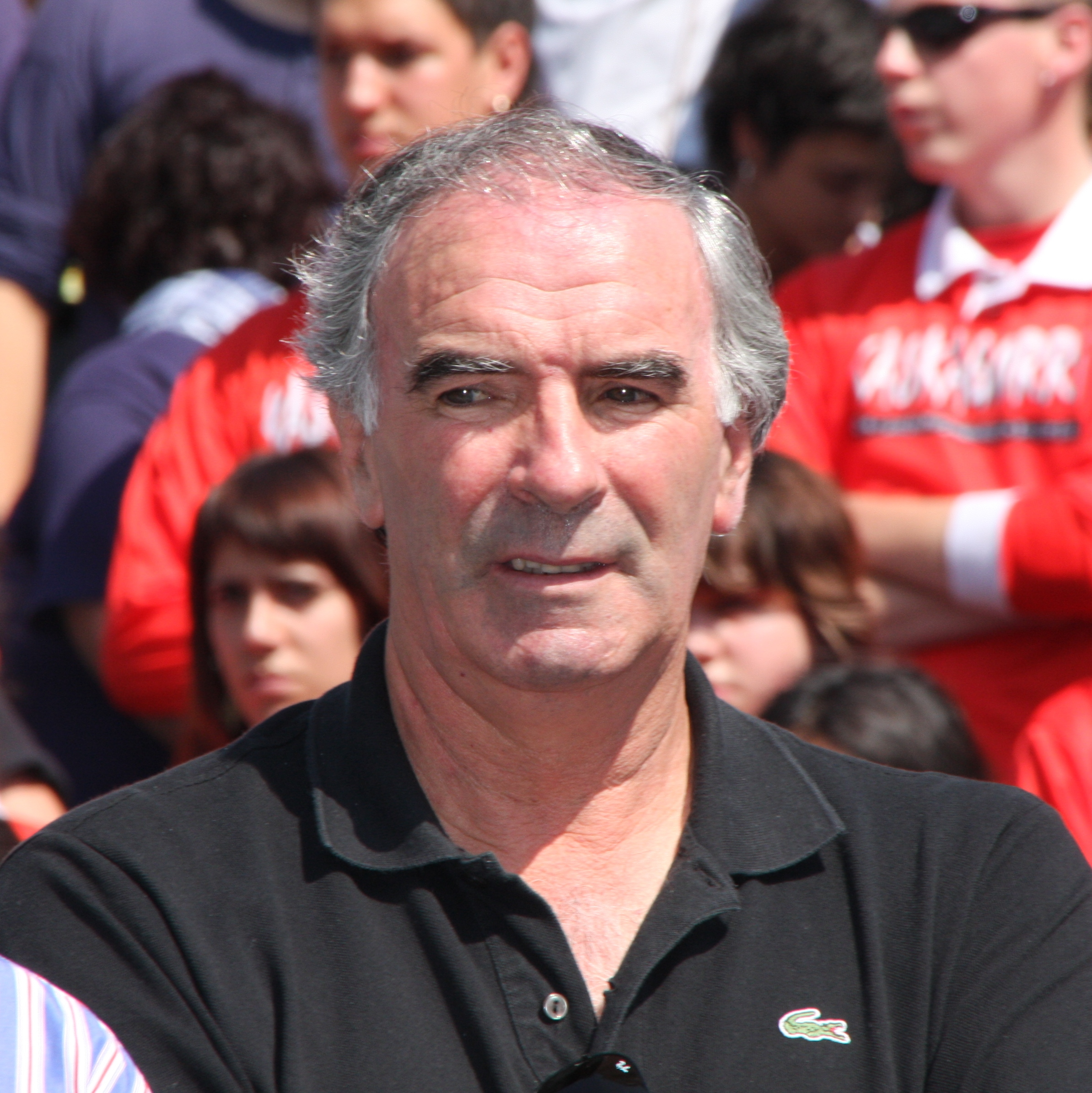
José Ángel Iribar, de langstzittende keuzeheer van het Baskisch voetbalelftal.

| Bondscoach                         | Periode    |
| ---------------------------------- | ---------- |
| Amadeo Salazar                     | 1930-1931  |
| Manuel "Travieso" López            | 1931-1937  |
| Pedro Vallana                      | 1937-1938  |
| Andoni Elizondo Jesús Garay        | 1979-1980  |
| Jose Antonio Irulegi               | 1980-1988  |
| José Ángel Iribar Xabier Exposito  | 1988-1990  |
| Txutxi Aranguren                   | 1990-1993  |
| Javier Irureta (interim)           | 1993       |
| José Ángel Iribar Xabier Exposito  | 1993-2001  |
| José Ángel Iribar                  | 2001-2003  |
| José Ángel Iribar Mikel Etxarri    | 2003-2011  |
| Javier Irureta Mikel Etxarri       | 2011       |
| José María Amorrortu Mikel Etxarri | 2011-2018  |
| Javier Clemente                    | 2019-2020  |
| Jagoba Arrasate                    | 2024-heden |

## Bekende (oud-)spelers

### Spaanse Basken
| - José Ramón Alexanco - Rafael Alkorta - Mikel Alonso - Xabi Alonso - Agustín Aranzábal - Luis Arconada - Mikel Arteta - José Bakero - Iván Campo |  | - Asier del Horno - Francisco Javier de Pedro - Joseba Etxeberria - Andoni Goikoetxea Olaskoaga - Ion Andoni Goikoetxea - Julen Guerrero - Javier Irureta - Aitor Karanka - Fernando Llorente |  | - Javier Martínez - Gaizka Mendieta - Pablo Orbaiz - Pichichi - Julio Salinas - Ismael Urzaíz - Javier Urruticoechea - Francisco Yeste - Andoni Zubizarreta |

### Franse Basken
| - Didier Deschamps - François Grenet |  | - Bixente Lizarazu - Pantxi Sirieix |

## Huidige selectie
De volgende spelers werden opgeroepen voor de vriendschappelijke wedstrijd tegen Uruguay op 23 maart 2024.
Interlands en doelpunten bijgewerkt tot en met de wedstrijd tegen Uruguay op 23 maart 2024.
| №           | Naam                     | Wed. | Dlpnt. | Club             |
| ----------- | ------------------------ | ---- | ------ | ---------------- |
| Doel        |                          |      |        |                  |
| 1           | Aitor Fernández          | 2    | 0      | Osasuna          |
| 13          | Julen Agirrezabala       | 2    | 0      | Athletic Bilbao  |
| Verdediging |                          |      |        |                  |
| 2           | Andoni Gorosabel         | 1    | 0      | Deportivo Alavés |
| 3           | Martín Aguirregabiria    | 2    | 0      | Famalicão        |
| 4           | Urko González de Zarate  | 1    | 0      | Real Sociedad    |
| 5           | Aritz Elustondo          | 3    | 1      | Real Sociedad    |
| 12          | Imanol García de Albéniz | 1    | 0      | Athletic Bilbao  |
| 19          | Jon Pacheco              | 1    | 0      | Real Sociedad    |
| Middenveld  |                          |      |        |                  |
| 6           | Mikel Vesga              | 1    | 0      | Athletic Bilbao  |
| 14          | Dani García              | 5    | 0      | Athletic Bilbao  |
| 15          | Jon Moncayola            | 1    | 0      | Osasuna          |
| 16          | Jon Ander Olasagasti     | 1    | 0      | Real Sociedad    |
| 17          | Oier Zarraga             | 1    | 0      | Udinese          |
| 18          | Ander Guevara            | 2    | 0      | Deportivo Alavés |
| Aanval      |                          |      |        |                  |
| 7           | Álvaro Djaló             | 1    | 1      | Braga            |
| 8           | Iván Martín              | 1    | 0      | Girona           |
| 9           | Malcom Adu Ares          | 1    | 0      | Athletic Bilbao  |
| 10          | Roberto Torres           | 5    | 1      | Gol Gohar        |
| 11          | Álex Sola                | 1    | 0      | Deportivo Alavés |
| 20          | Asier Villalibre         | 3    | 0      | Athletic Bilbao  |